# 미즈노 준 (에도 시대)

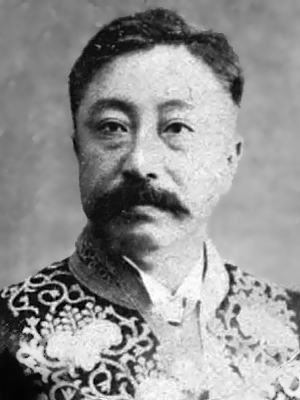
미즈노 준

미즈노 준(水野遵)은 일본의 정치인, 관료이다. 귀족원 서기관장, 대만총독부 민정장관 등을 맡았다. 이명은 다카시(遵).